# Transport a Catalunya
El transport a Catalunya està caracteritzat per tenir una extensa xarxa de carreteres, autovies, autopistes, línies de ferrocarrils, aeroports, aeròdroms i ports marítims. Degut a la localització de Catalunya, algunes d'aquestes vies són la principal connexió entre Catalunya, Espanya i Portugal amb la resta d'Europa. Algunes infraestructures que també tindran aquesta finalitat d'interconnexió estan actualment en construcció com la Línia d'Alta Velocitat Madrid - Barcelona - Frontera Francesa i el  Corredor Mediterrani Ferroviari.
La Cambra de Comerç de Barcelona l'any 2004 va definir una sèrie de corredors bàsics de transport, que segons aquesta eren bàsics per al desenvolupament de Barcelona i Catalunya. Aquests corredors són tant viaris com ferroviaris i destinats al transport de mercaderies i viatgers:
- Corredor Mediterrani (autopista, autovia i ferrocarril)
- Corredor de l'Ebre (autopista, autovia i ferrocarril)
- Corredor Central Català (autopista, autovia i ferrocarril)
- Corredor Transversal Català (autovia i ferrocarril)

## Transport públic

Mapa dels quatre sistemes tarifaris integrats.

El transport públic és un sistema bàsic per al transport de viatgers ja sigui via ferrocarril o carretera. Uns dels ens encarregats del transport públic és la Direcció General del Transport Terrestre que és un organisme adscrit al Departament de Política Territorial i Obres Públiques de la Generalitat de Catalunya que planifica, coordina i realitza el seguiment de la política general del transport per carretera, ferroviari i per cable.
A més hi ha fins a cinc consorcis anomenats genèricament autoritats territorials de la mobilitat (ATM), o Autoritat Territorial Metropolitana en el cas de Barcelona, que tenen la funció de coordinar el transport públic a les àrees que tenen assignades. Aquests consorcis han posat en marxa un sistema tarifari integrat a cada àrea, excepte l'ATM Comarques Centrals que no en té un de propi i forma part del sistema tarifari de l'ATM Àrea de Barcelona. Els cincs consorcis i les seves àrees són:
- ATM Àrea de Barcelona
- ATM Camp de Tarragona
- ATM Comarques Centrals
- ATM Àrea de Girona
- ATM Àrea de Lleida

## Transport aeri

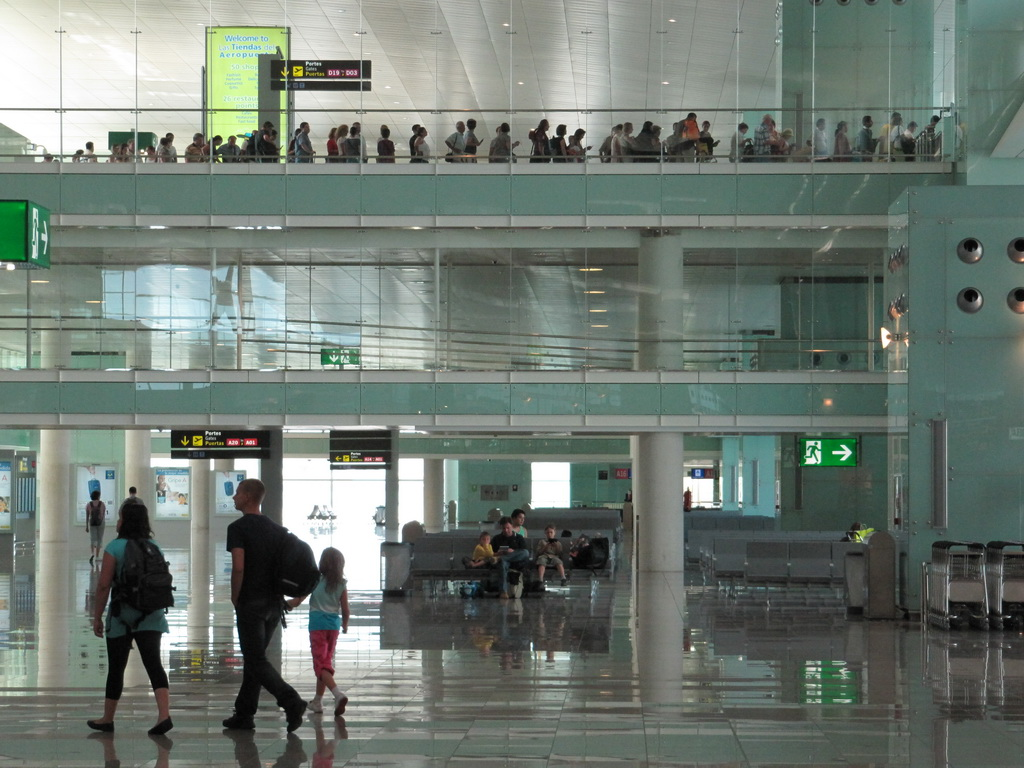
Terminal 1 de l'aeroport de Barcelona - el Prat.

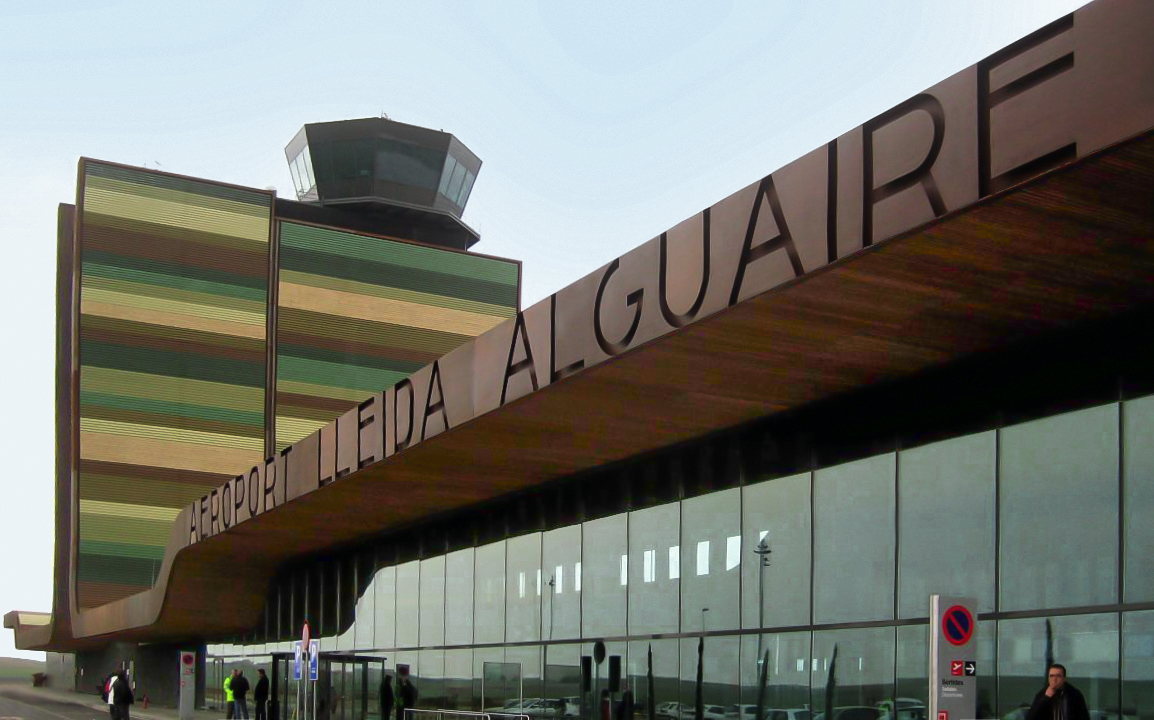
Aeroport de Lleida-Alguaire.

El transport aeri està format per una sèrie d'aeroports, aeròdroms i heliports escampats al llarg del territori que donen servei tant al transport de viatgers com de mercaderies.
Actualment hi ha en funcionament sis aeroports:
- Aeroport de Barcelona - el Prat. És el principal aeroport de Catalunya.
- Aeroport de Girona - Costa Brava. Serveix a Girona, a la Costa Brava i a Barcelona.
- Aeroport de Reus. Serveix al Camp de Tarragona i a la Costa Daurada.
- Aeroport de Sabadell. És un aeroport corporatiu situat a Sabadell.
- Aeroport de Lleida-Alguaire. Serveix a Lleida i a les estacions d'esquí del Pirineu català.
- Aeroport d'Andorra-la Seu és un aeroport que dona servei a Andorra i les estacions d'esquí properes.

Els quatre primers són de la xarxa estatal d'Aena i els dos últims són propietat de la Generalitat de Catalunya, que es va posar en funcionament l'any 2010. Al Pla d'aeroports, aeròdroms i heliports de Catalunya (2009-2015) es preveu la construcció de dos aeroports més:Aeroport de les Terres de l'Ebre i Aeroport Corporatiu Empresarial (Igualada-Òdena). L'aeroport de la Seu d'Urgell és el segon aeroport de la Generalitat, reobert l'any 2010, de moment no ofereix vols comercials regulars, però acull vols d'aviació general i d'emergència.
A més dels aeroports citats, també hi ha set aeròdroms i 29 heliports:
- Aeròdrom d'Alfés
- Aeròdrom de Calaf-Sallavinera
- Aeròdrom de la Cerdanya
- Aeròdrom d'Igualada-Òdena
- Aeròdrom d'Empuriabrava
- Aeròdrom Barcelona-Bages
- 7 aeròdroms en construcció o projecte
- 6 heliports PTOP
- 13 heliports Hospitalaris
- 10 heliports Privats

### Gestió aeroportuària
La gestió de la infraestructura aeroportuària recau en dos administracions diferents: el Govern d'Espanya i la Generalitat de Catalunya.
Actualment la gestió aeroportuària està en un procés de canvi, ja que segons els articles 140.1 i 140.4 de l'Estatut d'Autonomia de Catalunya del 2006 "Correspon a la Generalitat la competència exclusiva sobre ports, aeroports, heliports (...) que no tinguin la qualificació legal d'interès general." i "Correspon a la Generalitat la participació en la planificació i la programació de ports i aeroports d'interès general, en els termes que determini la normativa estatal.". Per una banda l'Estatut dona competència exclusiva a la Generalitat en els aeroports que no són declarats d'interès general i la participació en la gestió dels aeroports d'interès general.
AENA (Aeroports Espanyols i Navegació Aèria) és una empresa pública adscrita al Ministeri de Foment del Govern d'Espanya i és l'encarregat de gestionar els aeroports públics espanyols. Tots els denominats "aeroports d'interès general" han de ser gestionats per AENA i els que no ho són no poden acollir vols internacionals. Fins ara els aeroports han estat gestionats de forma conjunta, però ara es modifica per gestionar-los de forma individual. Per això AENA es dividirà en AENA i Aeropuertos SA. Els "aeroports singulars" seran controlats per societats filials, de titularitat estatal, que dependran de la nova societat Aeropuertos i la navegació aèria seguirà en mans d'AENA. Per altra banda el Govern d'Espanya també modificarà la llei perquè els aeroports que no siguin d'interès general puguin acollir vols internacionals.
Aeroports de Catalunya és una empresa pública adscrita al Departament de Política Territorial i Obres Públiques de la Generalitat de Catalunya i que és l'encarregada de gestionar els aeroports públics catalans. Actualment el Govern i la Generalitat estan duent a terme les gestions necessàries per traspassar alguns aeroports en mans d'AENA a la Generalitat, això voldria dir descatalogar d'interès general alguns aeroports com el de Reus o Girona, per la qual cosa és necessària la nova llei promoguda per Foment perquè els aeroports que no són d'interès general puguin acollir vols internacionals. L'Aeroport del Prat, seria l'únic aeroport d'interès general i seria gestionat mitjançant una filial de la nova empresa Aeropuertos. Aquesta filial estaria participada per Aeropuertos, la Generalitat de Catalunya, els ajuntaments locals i la Cambra de Comerç de Barcelona.
Segons això, dos aeroports i un aeròdrom-aeroport estatals passarien a mans de la Generalitat, mentre que l'Aeroport del Prat passaria a ser gestionar de forma conjunta.

## Transport ferroviari

Xarxa d'ample estàndard:
LAV Madrid-Barcelona-França
Eix Transversal Ferroviari
Línia Barcelona-Vallès

El transport ferroviari de mercaderies està totalment concentrat en línies de ferrocarril, mentre que en el transport de viatgers hi ha diferents modes disponibles: tren, tramvia, metro, metro lleuger, funicular, cremallera, etc.
Les principals xarxes de ferrocarril de Catalunya són les xarxes de l'Administrador de Infraestructuras Ferroviarias (ADIF), Ferrocarrils de la Generalitat de Catalunya (FGC), Metro de Barcelona, TRAM i els funiculars i telefèrics de Catalunya de diferents operadors.
Les dues xarxes més extenses són les d'ADIF i de FGC. ADIF és una empresa pública adscrita al Ministeri de Foment del Govern d'Espanya i FGC està lligada al Departament de Política Territorial i Obres Públiques de la Generalitat de Catalunya.

### Xarxa d'ADIF
La xarxa de l'Administrador de Infraestructuras Ferroviarias (ADIF), és a dir estatal, és la més extensa amb un total de 1.110 km de línies de ferrocarril d'ample ibèric i una línia d'ample estàndard (d'alta velocitat) que la meitat del seu recorregut encara està en construcció.
Antigament la xarxa era propietat de Red Nacional de los Ferrocarriles Españoles (RENFE) que a la vegada operava els serveis al llarg de les línies de ferrocarril de la seva propietat. La Unió Europea va sol·licitar als estats membres la progressiva liberalització del mercat del ferrocarril. La llei aprovada per l'Estat va fer que l'1 de gener de 2005 finalitzés el monopoli establert fins llavors per part de la companyia estatal RENFE i l'empresa va dividir-se en dues seccions:
- Renfe Operadora (Renfe): operadora de transport de mercaderies i passatgers.
- ADIF: Entitat estatal que gestiona les infraestructures (vies, estacions i senyalització entre d'altres).

Tot i la liberalització del mercat ferroviari Renfe Operadora és l'única que opera actualment en la xarxa d'ADIF tot i que està previst que amb l'entrada en funcionament de la LAV Madrid - Saragossa - Barcelona - Frontera Francesa fins a França els trens d'alta velocitat francesos operats per SNCF amb la marca comercial de TGV puguin entrar a Catalunya i els trens d'alta velocitat de Renfe (AVE) a França.
Per altra banda amb el traspàs de Rodalies Barcelona a la Generalitat de Catalunya un cop s'acabi el contracte programa amb Renfe Operadora, la Generalitat podria atorgar el servei ferroviari de Rodalies de Catalunya (nou nom de la xarxa de rodalia) a una altra empresa que no fos Renfe.
Actualment Renfe Operadora opera els següents serveis:
- Convencionals:
  - Rodalies de Catalunya (serveis de rodalia i serveis regionals)
  - Línies de Mitjana Distància que continuen fora de Catalunya
  - Llarga Distància
- Alta velocitat:
  - Alta Velocitat Espanyola (AVE)
  - Avant

### Xarxa de FGC
La xarxa de Ferrocarrils de la Generalitat de Catalunya (FGC) és menys extensa que la d'adif però està composta per diferents modes de ferrocarril: funiculars, cremalleres, telecabines i ferrocarrils convencionals. FGC es va crear per la Generalitat de Catalunya per gestionar les línies de Barcelona-Vallès i Llobregat-Anoia que havien estat en mans d'empreses privades des de la seva creació però que van acabar en fallida.
FGC opera els següents serveis:
- Línia Barcelona-Vallès (Metro del Vallès i Línia de Balmes)
- Línia Llobregat-Anoia (Metro del Baix Llobregat i Metro comarcal)
- Ferrocarril Turístic de l'Alt Llobregat (Tren del Ciment)
- Tren dels Llacs (Línia Lleida - la Pobla de Segur)[Nota 1]
- Explotació de Montserrat:
  - Cremallera de Montserrat
  - Funicular de la Santa Cova
  - Funicular de Sant Joan
- Explotació de la Vall de Núria:
  - Cremallera de Núria.
  - Telecabina de la Coma del Clot.
- Funicular de Gelida
- Funicular de Vallvidrera
- Telefèric d'Olesa a Esparreguera
- Telecabina de la Molina - Alp 2500

## Transport viari

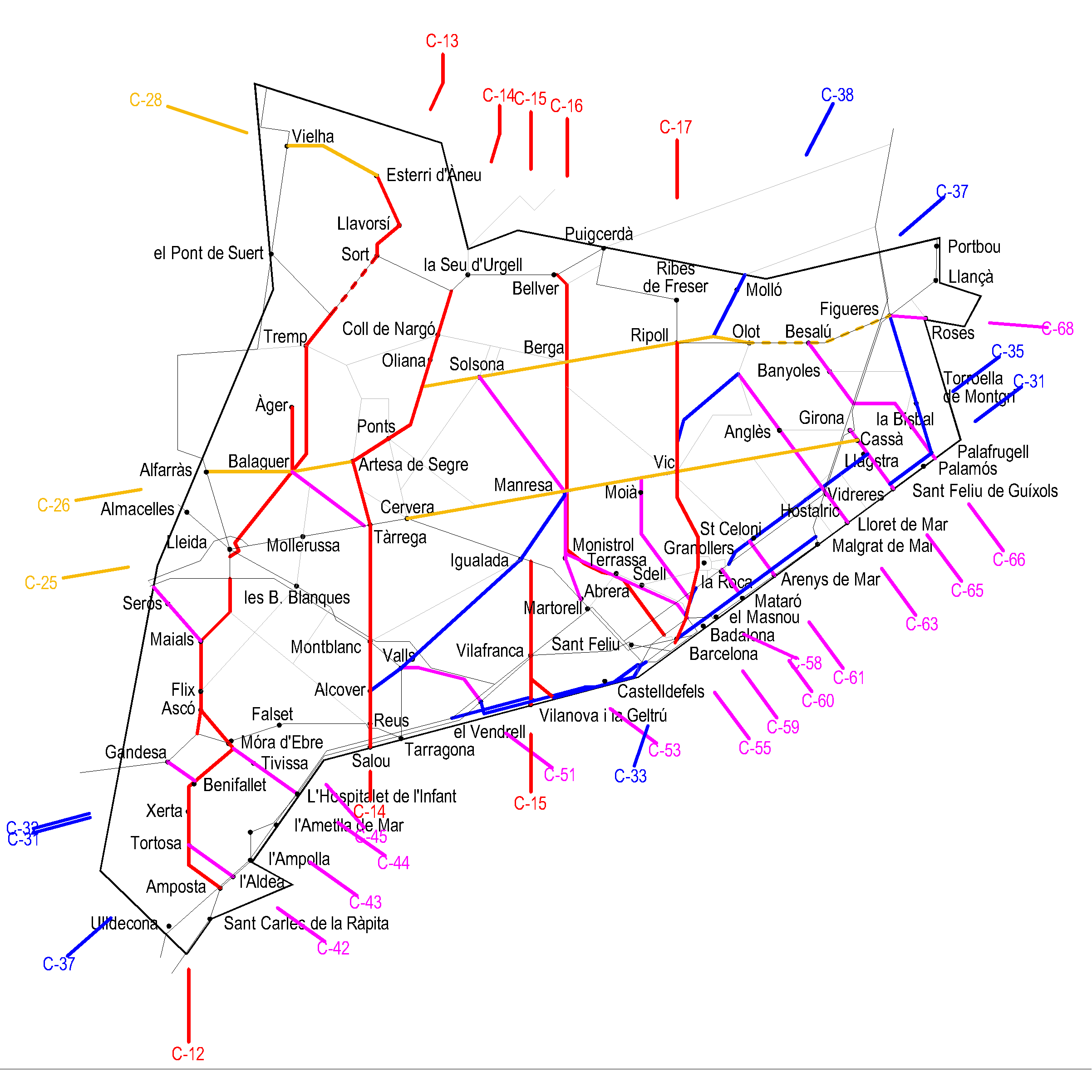
Esquema de carreteres de Catalunya amb les carreteres amb codificació de 2001 ressaltades.

La gestió de la xarxa viària és diversa i recau en les diferents administracions existents: Govern d'Espanya, Generalitat de Catalunya, Diputacions Provincials, Consell Comarcal del Barcelonès o municipis.

## Autobús
Segons dades de la Generalitat el 2010, Catalunya té més de 300 línies d'autobús urbà i interurbà, des que la companyia La Catalana inaugurà la primera línia d'autobusos urbans d'Espanya en 1906. Les línies d'autobús interurbà amb més demanda a Catalunya, formen la xarxa d'autobusos interurbans Exprés.